# Emil Tschuprenski
Emil Tschuprenski Todorow (bulgarisch Емил Тодоров Чупренски; * 14. September 1960 in Sofia; † 30. Mai 2025) war ein bulgarischer Boxer. Er war 1983 und 1985 Europameister der Amateure im Leichtgewicht.

## Werdegang
Emil Tschuprenski begann als Jugendlicher in Sofia mit dem Boxen. Dazu wurde er Mitglied des Sportclubs Slavia Sofia. Bei einer Körpergröße von 1,75 m boxte er dabei bis auf wenige Ausnahmen immer im Leichtgewicht, der Gewichtsklasse bis 60 kg Körpergewicht.
Seinen ersten internationalen Erfolg feierte er 1977, als er bei der Balkan-Meisterschaft der Junioren in Athen im Federgewicht nach einer Punktniederlage gegen Viorel Ioana aus Rumänien den 2. Platz belegte. 1978 gewann er bei der Junioren-Europameisterschaft in Dublin im Leichtgewicht eine Bronzemedaille. Im Halbfinale unterlag er dabei gegen Patrizio Oliva aus Italien, einem späteren Olympiasieger und Profi-Boxweltmeister nur knapp mit 2:3 Richterstimmen.
1979 startete Emil Tschuprenski erstmals bei einer Europameisterschaft der Senioren. In Köln musste er sich dabei im Achtelfinale gegen Adam Piwowarski aus Polen nach Punkten geschlagen geben und belegte im Leichtgewicht den 9. Platz. Bei den Olympischen Spielen 1980 in Moskau und bei der Europameisterschaft 1981 startete für Bulgarien im Leichtgewicht Jordan Lessow und auch bei der Weltmeisterschaft 1982 kam Emil Tschuprenski nicht zum Einsatz. Er wurde 1982 aber in Bursa Balkan-Meister mit einem Punktsieg über Viorel Ioana aus Rumänien.
Er wurde im Jahre 1983 bei der Europameisterschaft in Warna wieder eingesetzt und gewann dort in überlegenem Stil den Titel im Leichtgewicht. Auf dem Weg dazu besiegte er Hassan Dzavid aus Jugoslawien, Istvan Turu aus Ungarn, Wiktor Demjanenko aus der UdSSR und Carlo Russolino aus Italien jeweils einstimmig mit 5:0 Richterstimmen.
Die Teilnahme an den Olympischen Spielen 1984 blieb ihm wieder versagt, weil Bulgarien, wie die meisten damaligen Ostblock-Staaten, die Spiele in Los Angeles aus politischen Gründen boykottierte. 1985 gelang es ihm dann in Budapest zum zweiten Mal Europameister im Leichtgewicht zu werden. Er besiegte dabei Mehmet Demir aus der Türkei, Michele Caldarella aus Italien und Jose Tuominen aus Finnland jeweils mit 5:0 Richterstimmen nach Punkten. Lediglich im Endkampf gegen Torsten Koch aus der DDR entschied sich ein Punktrichter für Koch. Der 4:1-Punktsieg von Emil Tschuprenski war aber hoch verdient.
Auch bei der Weltmeisterschaft 1986 in Reno gewann Emil Tschuprenski eine Medaille. In harten Kämpfen mit durchwegs knappem Ausgang besiegte er dort Jin Chul-jun aus Südkorea und Torsten Koch jeweils mit 3:2 Richterstimmen, ehe er im Halbfinale gegen Engels Pedroza aus Venezuela mit dem gleichen Ergebnis unterlag. Ihm verblieb damit eine WM-Bronzemedaille. Im Jahre 1987 kam Emil Tschuprenski dann zum dritten Mal in Folge in das Finale einer Europameisterschaft. In Turin musste er sich aber im Leichtgewicht Orsubek Nasarow aus der UdSSR nach Punkten geschlagen gegen (0:5) und wurde damit Vize-Europameister.
Im Jahre 1988 konnte dann Emil Tschuprenski in Seoul erstmals an Olympischen Spielen teilnehmen. Er verpasste dort aber im Leichtgewicht nach einem Abbruch-Sieg i.d. 2. Runde über Eduardo de la Pena aus Guayana und einem Punktsieg über Mark Kennedy aus Jamaika (5:0) durch eine knappe Punktniederlage im Viertelfinale gegen Romallis Ellis aus den Vereinigten Staaten (2:3) den Einzug in das Halbfinale und damit auch eine olympische Medaille.
Letztmals nahm Emil Tschuprenski im Jahre 1989 an einer internationalen Meisterschaft teil. Bei der Europameisterschaft dieses Jahres in Athen siegte er zunächst über Silvio Mezzenga aus den Niederlanden nach Punkten (4:1), unterlag aber im Viertelfinale überraschend gegen Dave Anderson aus Schottland und kam damit auf den 5. Platz. 1989 startete er in Warna im Rahmen eines Vergleichskampfes Bulgarien gegen eine Europaauswahl gegen den starken Kostya Tszyu aus der UdSSR, gegen den er aber eine Abbruch-Niederlage i.d. 2. Runde hinnehmen musste.
Nachdem Emil Tschuprenski mit Ablauf des Jahres 1989 vom aktiven Boxgeschehen zurückgetreten war, startete er im Jahre 1992 eine Karriere als Profiboxer. Er bestritt dabei zwischen dem 30. August 1992 und dem 17. August 1997 achtzehn Kämpfe, von denen er acht gewann und acht verlor. Zweimal trennte er sich von seinem Gegner unentschieden. Meistertitel gewann er dabei nicht.

## Internationale Erfolge (Amateurlaufbahn)
| Jahr | Platz | Wettbewerb                                 | Gewichtsklasse | |
| 1977 | 2.    | Balkan-Meisterschaft der Junioren in Athen | Feder          | nach Punktniederlage im Finale gegen Viorel Ioana, Rumänien |
| 1978 | 3.    | Junioren-EM in Dublin                      | Leicht         | mit einem Abbruch-Sieg i.d. 2. Runde über Manfred Findenig, Österreich u. einer Punktniederlage gegen Patrizio Oliva, Italien (2:3)                                                                                    |
| 1979 | 1.    | Strandja-Turnier in Plowdiw                | Leicht         | mit einem Punktsieg im Finale über Gabor Takacs, Ungarn |
| 1979 | 9.    | EM in Köln                                 | Leicht         | nach einer Punktniederlage gegen Adam Piwowarski, Polen (0:5) |
| 1979 | 1.    | Turnier " Ring Sofia"                      | Leicht         | mit einem Abbruch-Sieg i.d. 2. Runde über Zatscho Andrejkowski, Bulgarien |
| 1980 | 2.    | Balkan-Meisterschaften in Pernik           | Leicht         | nach einer Punktniederlage im Finale gegen Viorel Ioana (1:2 Richterstimmen) |
| 1981 | 5.    | Welt-Cup in Montreal                       | Leicht         | nach einer Punktniederlage im Viertelfinale gegen Luis Garcia, Venezuela |
| 1982 | 1.    | Balkan-Meisterschaften in Bursa            | Leicht         | mit einem Punktsieg über Viorel Ioana |
| 1982 | 1.    | Turnier "Ring Sofia"                       | Leicht         | mit einem Abbruch-Sieg i.d. 3. Runde über Borissow, Bulgarien |
| 1983 | 1.    | Strandja-Turnier in Jambol                 | Leicht         | mit einem Punktsieg im Finale über Krasimir Stefanow, Bulgarien |
| 1983 | 1.    | EM in Warna                                | Leicht         | mit Punktsiegen über Hassan Dzavid, Jugoslawien (5:0), Istvan Turu, Ungarn (5:0), Wiktor Demjanenko, UdSSR (5:0) und Carlo Russolino, Italien (5:0)                                                                    |
| 1983 | 1.    | Turnier "Ring Sofia"                       | Leicht         | mit einem Punktsieg im Finale über Bulat Mankenow, UdSSR (4:1) |
| 1983 | 3.    | Welt-Cup in Rom                            | Leicht         | mit einem Abbruch-Sieg i.d. 3. Runde über Ramon Gill, Venezuela u. einer Punktniederlage gegen Chil Sung-jun, Südkorea (3:3)                                                                                           |
| 1984 | 1.    | Strandja-Turnier in Jambol                 | Leicht         | mit einem Punktsieg im Finale über Christopher Ossai, Nigeria |
| 1984 | 2.    | "Volksstimme"-Turnier in Wien              | Halbwelter     | nach einer Punktniederlage im Finale gegen Florian Tircovnia, Rumänien |
| 1984 | 1.    | Turnier "Ring Sofia"                       | Leicht         | mit einem Punktsieg im Finale über Tanew, Bulgarien (5:0) |
| 1985 | 2.    | Strandja-Turnier in Sofia                  | Leicht         | nach einer Punktniederlage gegen Christo Kowatschew, Bulgarien (2:3) |
| 1985 | 1.    | Intercup in Sindelfingen                   | Leicht         | mit einem Punktsieg im Finale über Dariusz Kosedowski, Polen (5:0) |
| 1985 | 1.    | EM in Budapest                             | Leicht         | mit Punktsiegen über Mehmet Demir, Türkei (5:0), Michele Caldarella, Italien (5:0), Jose Tuominen, Finnland (5:0) u. Torsten Koch, DDR (4:1)                                                                           |
| 1985 | 2.    | "Golden Belt"-Turnier in Bukarest          | Leicht         | nach einer Punktniederlage im Finale gegen Ion Stan, Rumänien (1:4) |
| 1986 | 3.    | WM in Reno                                 | Leicht         | nach Punktsiegen über Jin Chul-jun, Südkorea (3:2) u. Torsten Koch (3:2) u. einer Punktniederlage gegen Engels Pedroza, Venezuela (2:3)                                                                                |
| 1986 | 2.    | "Golden Belt"-Turnier in Bukarest          | Leicht         | nach einer Punktniederlage im Finale gegen Nergüin Enchbat, Mongolei |
| 1987 | 1.    | Strandja-Turnier in Sofia                  | Leicht         | mit einem Punktsieg im Finale über Nam Kun Ren, Nordkorea (5:0) |
| 1987 | 2.    | EM in Turin                                | Leicht         | mit einem Punktsiege über Attila Arslan, Türkei (5:0), einem kampflosen Sieg über Dave Anderson, Schottland, einem Punktsieg über Michele Caldarella (3:2) u. einer Punktniederlage gegen Orzubek Nazarow, UdSSR (0:5) |
| 1987 | 2.    | Welt-Cup in Belgrad                        | Leicht         | mit Punktsiegen über Ernest Artango, Australien (5:0) u. Patrick Waweru, Kenia (3:2) u. einer Punktniederlage gegen Julio Gonzalez, Kuba (1:4)                                                                         |
| 1988 | 1.    | Albena-Cup                                 | Leicht         | mit einem Punktsieg im Finale über Daniel Dumitrescu, Rumänien (5:0) |
| 1988 | 5.    | OS in Seoul                                | Leicht         | mit einem Abbruch-Sieg i.d. 2. Runde über Eduardo de la Pena, Guayana u. einem Punktsieg über Mark Kennedy, Jamaika (5:0), sowie einer Punktniederlage gegen Romallis Ellis, USA (2:3)                                 |
| 1989 | 1.    | Intercup in Karlsruhe                      | Leicht         | mit einem Punktsieg im Finale über Antonio Acea, Kuba (3:2) |
| 1989 | 5.    | EM in Athen                                | Leicht         | mit einem Punktsieg über Silvio Mezzenga, Niederlande (4:1) u. einer Punktniederlage gegen Dave Anderson (2:3) |

## Länderkampf
| Jahr | Ort   | Begegnung              | Gewichtsklasse | Ergebnis                                                   |
| 1989 | Warna | Bulgarien gegen Europa | Leicht         | Abbruch-Niederlage i.d. 2. Runde gegen Kostya Tszyu, UdSSR |

## Bulgarische Meisterschaften
(soweit bekannt)
| Jahr | Platz | Gewichtsklasse | Ergebnis                                              |
| 1981 | 1.    | Leicht         |                                                       |
| 1987 | 1.    | Leicht         | mit einem Punktsieg im Finale über Anton Schamow      |
| 1989 | 1.    | Leicht         | mit einem Punktsieg im Finale über Dimitar Slawtschew |

Anm.: OS = Olympische Spiele, WM = Weltmeisterschaft, EM = Europameisterschaft, Federgewicht, bis 57 kg, Leichtgewicht, bis 60 kg u. Halbweltergewicht, bis 63,5 kg Körpergewicht